# Piège à feu
 (septembre 2020).
Le piège à feu ou canon d'alarme est un système de protection d'un terrain ou d'une propriété. Il est mis en place par son propriétaire et reste en attente de déclenchement par un éventuel intrus.